# Georg Bühler
Johann Georg Bühler (19. července 1837 Borstel u Nienburgu – 8. dubna 1898 Lindau) byl německý indolog, který studoval starověké indické jazyky a starověké indické právo.

## Život
Bühlerův otec byl pastorem v Borstelu. Georg Bühler v letech 1852 až 1855 navštěvoval hannoverské lyceum, kde jeho učiteli byli Heinrich Ludolf Ahrens a Raphael Kühner. Studoval starověké jazyky, sanskrt, perštinu, arabštinu a archeologii na Univerzitě Georga Augusta v Göttingenu, mimo jiné u Theodora Benfeye. V roce 1858 získal doktorát s disertační prácí z řecké lingvistiky. Následující rok odjel do Anglie. Tam se setkal s Theodorem Goldstückerem a Friedrichem Maxem Müllerem. Během dvouletého pobytu v Londýně pracoval jako soukromý učitel a knihovník. Od května 1861 byl asistentem knihovníka královny Viktorie na hradě Windsor.
V roce 1863 byl jmenován profesorem orientálních jazyků na Elphinstone College v Bombaji. Intenzivně studoval sanskrt. V roce 1880 se vrátil do Evropy a vyučoval jako profesor indické filologie a archeologie na Vídeňské univerzitě, kde zůstal až do své smrti.
Během svého pobytu v Indii spolupracoval s Franzem Kielhornem jako redaktor bombajské sanskrtské série a editoval několik částí Pančatantry. Specializoval se na vyhledávání cenných sanskrtských rukopisů a díky své výjimečné znalosti jazyka získal přístup k indickým učencům a jejich knihovnám, které byly dříve pro cizince uzavřeny. Později rukopisy, které poslal, zkoumali další němečtí indologové, jako například Albrecht Weber a Hermann Jakobi.
Bühler věnoval mnoho času luštění nápisů a výzkumu indického práva a napsal několik směrodatných děl, včetně překladu Manuových zákonů v oxfordské sérii Posvátné knihy Východu. Jeho Průvodce základním kurzem sanskrtu, poprvé vydaný v roce 1883 a mnohokrát dotisknutý až do konce 20. století, se také stal standardním dílem. V pozdějších letech byl aktivní především jako redaktor Encyklopedie indoárijského výzkumu / Nástin indoárijské filologie a klasických studií.

## Dílo (výběr)
- Prakrit dictionary, Paiyalacchinamamala („Beiträge zur Kunde der indogermanischen Sprachen“, Göttingen 1878)
- Erklärung der Ashokainschriften („Zeitschrift der deutschen morgenländischen gesellschaft“, 1883–1893)
- The roots of the Dhatupatha not found in literature („Wiener Zeitschrift für die Kunde des Morgenlandes“, 1894) („The Indian Antiquary“, No 23., 1894)
- On the origin of the Kharosthi alphabet (ibid. 1895)
- Digest of hindu law cases (1867–1869; 1883)
- Panchatantra with English notes („The Bombay Sanscrit Series“, 1868; 1891)
- Apastambiya Dharmasutra (1868–1871; 1892–1894)
- Catalogue of sanskrit manuscripts from Gujarat (4 vol., 1871–1873)
- Dachakumaracharita, with English notes („Sanscrit Series“ no. 10, 1873, 1887; II, with P. Peterson)
- Vikramankacharita with an introduction (1875)
- Detailed report of a tour in Kashmir (1877)
- Sacred laws of the Aryas (I, 1879; II, 1883; vols. 2 and 14, „The Sacred Books of the East“)
- Third book of sanscrit (1877; 1888)
- Leitfaden für den elementarcursus des sanskrit (1883)
- Inscriptions from the caves of the Bombay presidency („Archaeological Reports of Western India“, 1883)
- Paleographic remarks on the Horrinzi palmleaf manuscript („Anecdota Oxoniensia“, 1884)
- The laws of Manu translated („The Sacred Books of the East“, vol. 25, 1886)
- Translation of the Dhauli and Jaugada versions of the Ashoka edicts („Archeological Reports of Southern India“, vol. I, 1887)

Ve spisech Vídeňské akademie věd:
- Über eine Sammlung von Sanskrit- und Prakrit-Handschriften (1881)
- Über das Zeitalter des kashmirischen Dichters Somadeva (1885)
- Über eine Inschrift des Königs Dharasena von Valabhi (1886)
- Über eine neue Inschrift des Gurjara Königs Dadda II (1887)
- Über eine Sendrakainschrift
- Über die indische Sekte der Jainas
- Über das Navasahasankacharita des Padmagupta (1888, with Th. Zachariae)
- Über das Sukrtasamkirtana des Arisimha (1889)
- Die indischen Inschriften und das Alter der indischen Kunstpoesie (1890)
- Indian studies: I. The Jagaducarita of Sarvananda, a historical romance from Gujarat (1892); II. Contributions to the history of the Mahabharata (with J. Kirste); III. On the origin of the Brahmi alphabet (1895)